# Hansaport
Der Hansaport in Hamburg-Altenwerder ist Teil des Hamburger Hafens und seit 1977 Deutschlands größtes Seehafen-Terminal für Schüttgüter (heute ausschließlich Eisenerz und Kohle). Betreiber ist die Hansaport Hafenbetriebsgesellschaft mbH, ein gemeinsames Tochterunternehmen der Salzgitter AG sowie der Hamburger Hafen und Logistik AG (HHLA).
Im Sandauhafen liegende Seeschiffe werden mit Hilfe von vier Löschbrücken zu je 38 t Hakenlast entladen. An dem insgesamt über 760 Meter langen Schiffskai können je nach Schiffsgröße und Art des Gutes bis zu 100.000 Tonnen in 24 Stunden gelöscht werden. Der Weitertransport erfolgt zum größeren Teil auf der Schiene, den kleineren Teil übernehmen Binnenschiffe. Der Hafenbetrieb verfügt über einen eigenen Bahnhof mit 15 Gleisen.
Auf dem Hansaport-Gelände stehen 350.000 m² Fläche zur Zwischenlagerung der Schüttgüter zur Verfügung.
Im Jahr 2014 wurden am Hansaport 8.862.000 t Eisenerz und 5.460.000 t Kohle umgeschlagen. Bis 2001 wurden auch Futtermittel, Dünger, Baustoffe und andere Güter umgeschlagen.
Der Umschlagbetrieb verläuft mit großen, seit Anfang der 2010er Jahre automatisierten Umschlagbrücken. Für den Umschlag auf Binnenschiffe gibt es eine kleinere Umschlagbrücke, die 2015 ebenfalls für den automatisierten Betrieb umgerüstet wurde. Rund 70 % des Weitertransports der angelandeten Erze und Kohle geschieht mit der Eisenbahn. Hierzu fahren Ganzzüge mit Spezialwaggons, z. B. 4 × täglich Erzzüge jeweils zur Stahlerzeugung nach Salzgitter und Eisenhüttenstadt, Kohlezüge zu Kohlekraftwerken in Wolfsburg, Fallersleben, Salzgitter und Braunschweig.
Der Datenaustausch zur Erstellung der Frachtdokumente erfolgt über eine direkte Ankoppelung ans EDI-System des betreffenden Eisenbahnverkehrsunternehmens.
Vorsitzender des Aufsichtsrates der Hansaport Hafenbetriebsgesellschaft ist Michael Kieckbusch, Geschäftsführer ist Ben Thurnwald.

## Lage
Der Hansaport am Sandauhafen liegt am Westufer des Köhlbrands (Süderelbe) in Hamburg-Altenwerder, südlich der Köhlbrandbrücke.

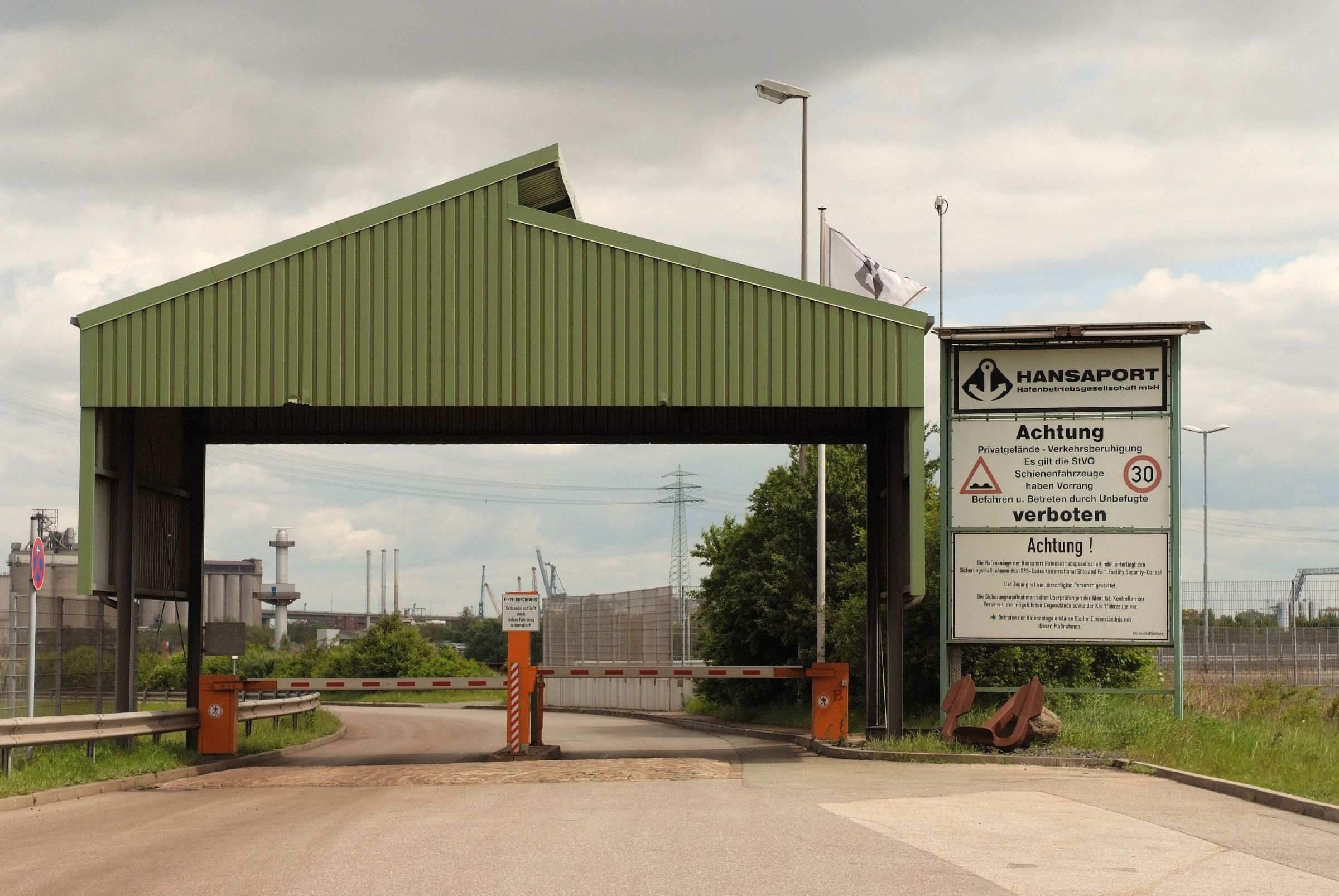
Einfahrt zum Hansaport-Gelände
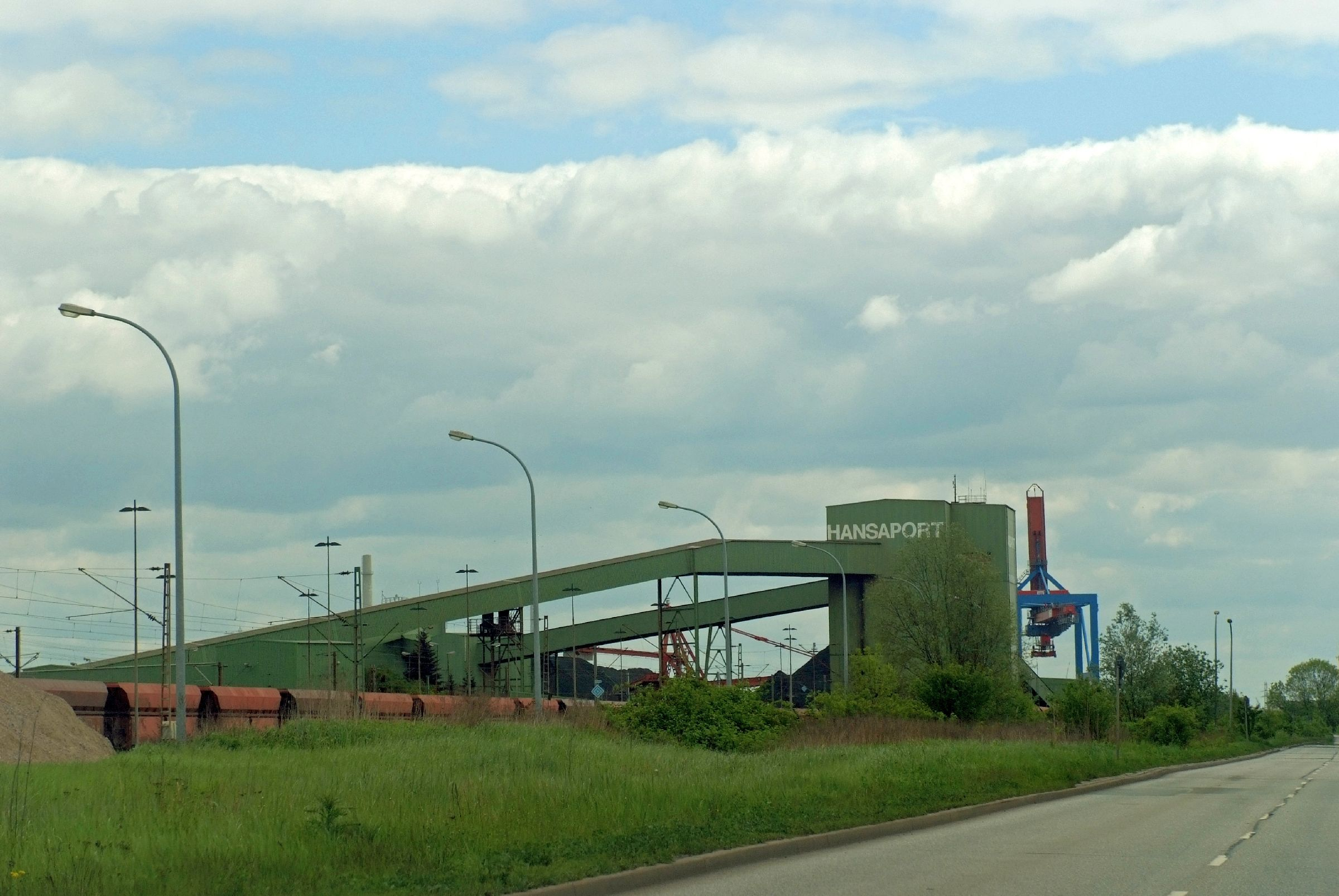
Förderturm
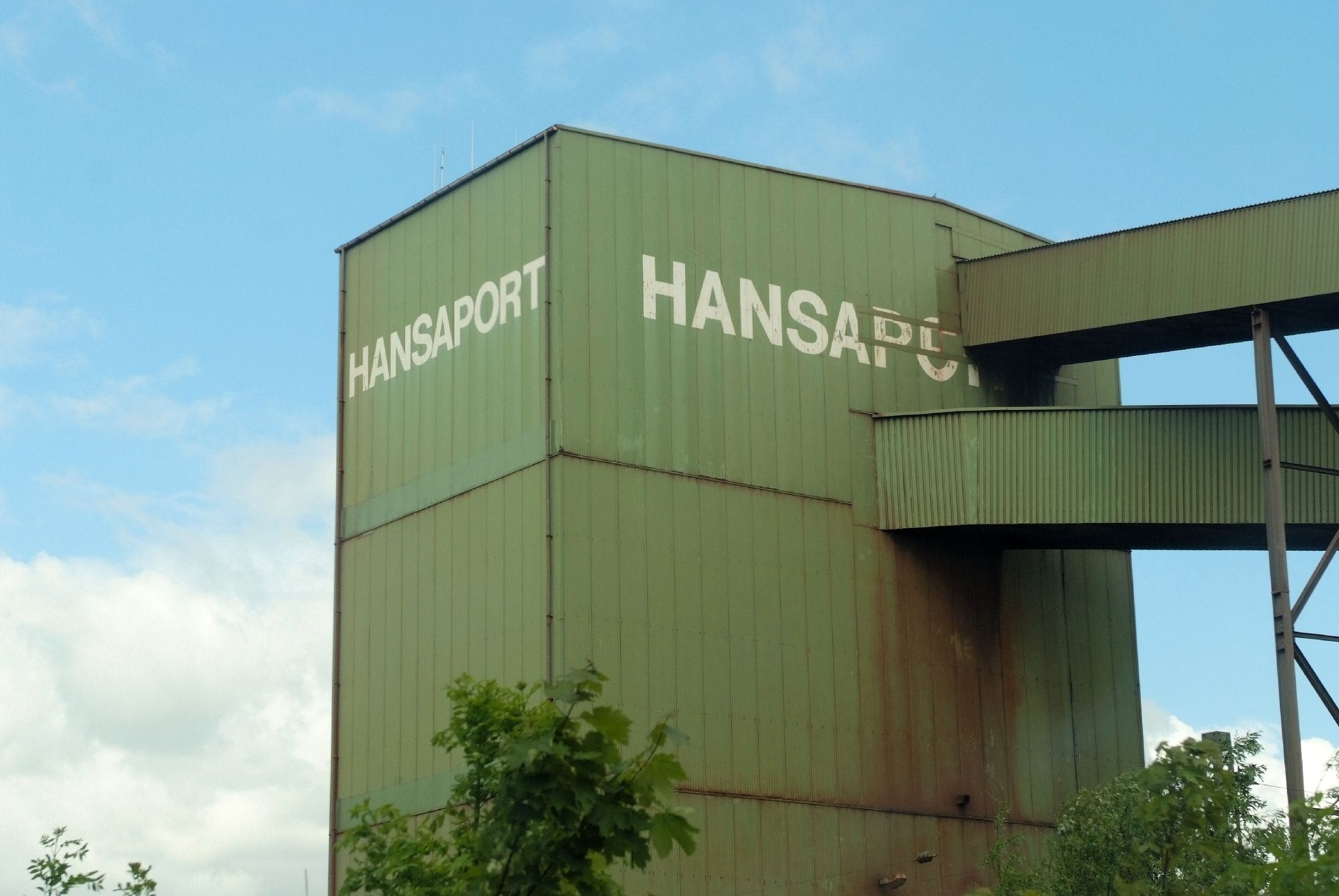
Förderturm
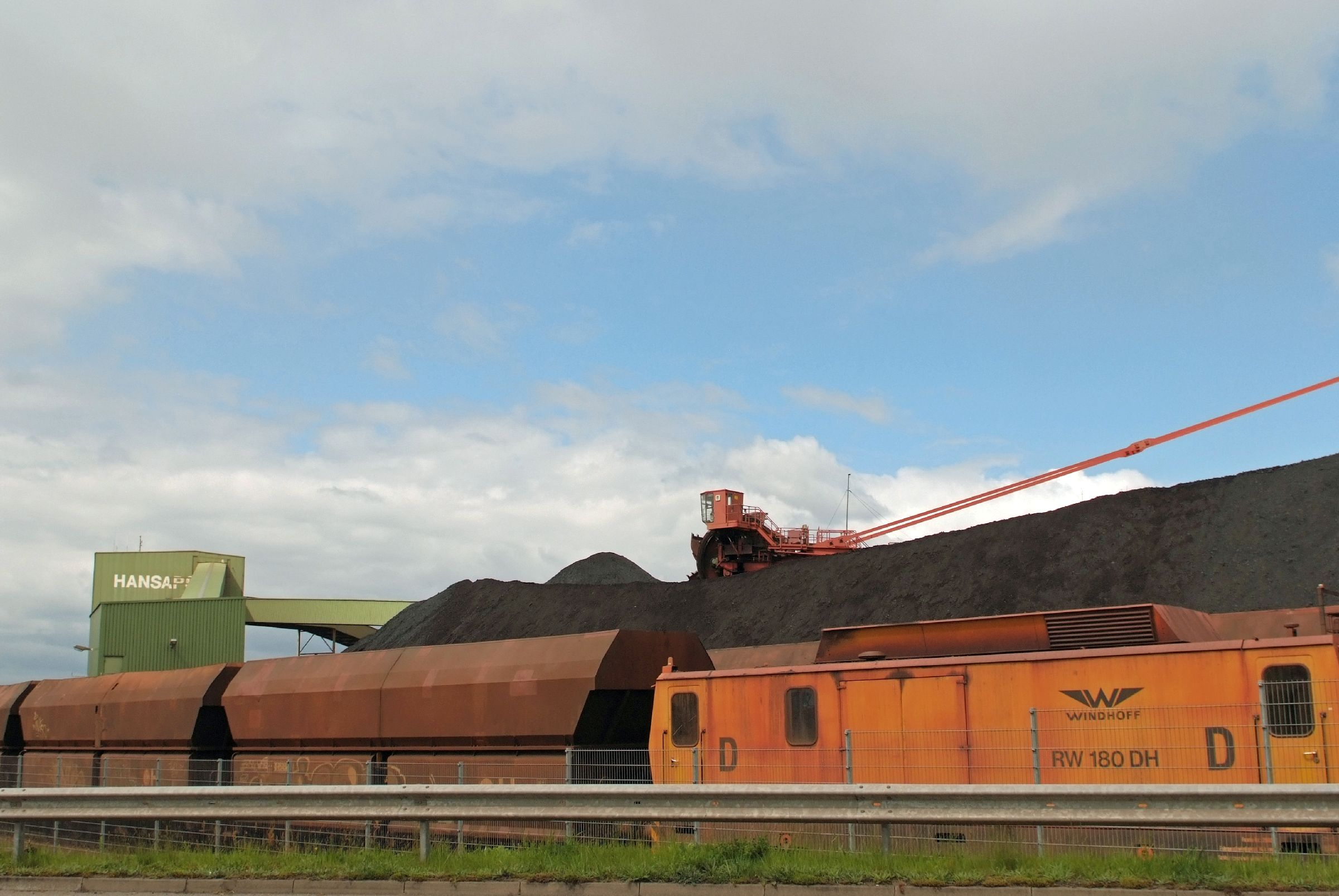
Kohlehalde auf dem Hansaport-Gelände